# Filipskerk
De Fillipuskerk (Deens: Filips Kirke) is een luthers kerkgebouw in de Deense hoofdstad Kopenhagen

## Geschiedenis

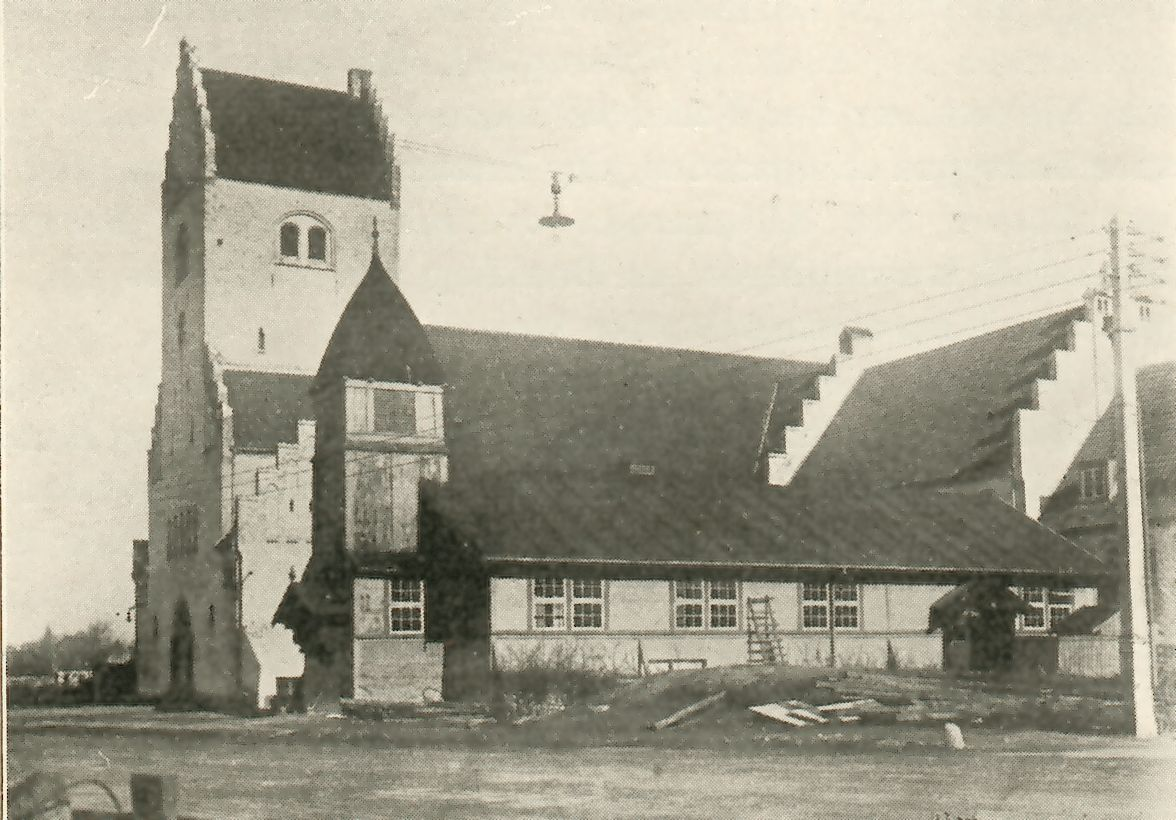
De oude en de nieuwe Filippuskerk in 1924

In verband met de stadsuitbreiding van Kopenhagen werd op 19 oktober 1907 de nieuwe Fillipusparochie gesticht. De eerste Fillipuskerk was een houten gebouw. Het werd in de jaren 1920 vervangen door de huidige kerk. De kerk betreft een ontwerp van de Deense architect Rasmus Rue (* 1863- † 1944) in de stijl van een Deense dorpskerk. Het parochiehuis dat aan de kerk is vastgebouwd werd in 1928 toegevoegd.
Boven de ingang van de kerk is een reliëf aangebracht met een voorstelling van Jezus met Nathanaël en Filippus. Onder het reliëf zijn de woorden uit Johannes 1:46-47 aangebracht: Filip siger: Kom og se (vertaling: Fillipus zei: Kom en zie).
De kerk biedt plaats aan circa 450 personen